# Попов, Максим Ефимович
Максим Ефимович Попов (4 августа 1817 — 16 мая 1896) — заказчик строительства и хозяин гостиницы Лоскутная, купец 1 гильдии.

## Биография
В середине XIX века Максим Ефимович Попов, 15 лет от роду, пришел пешком из Рязани в Москву, начав свой жизненный путь без рубля в кармане, а окончив его миллионером.
Максим Ефимович Попов начал с того, что приобрел маленькую суконную фабрику в Коломенском уезде Московской губернии, которую постепенно расширил и стал вырабатывать прекрасное сукно. Прожил он долго и под старость был купцом 1 гильдии, почетным гражданином и кавалером, имел фирму «Максим Попов и сыновья», торговал сукнами, служил в Московском коммерческом суде, ДСС, был старшиной Московского Биржевого комитета и членом Московской конторы Государственного Банка и членом учетного комитета Московского Купеческого Банка, самого крупного Московского банка, и тогда стал заниматься «учетом».
С 1873 года был церковным старостой Московского Успенского собора.
Умер 16 мая 1896 года, похоронен в Москве в женском Алексеевском монастыре (некролог в газете «Московские Ведомости», 1896 г , № 135, с. 1)

### Семья
Жена — Цурикова Матрёна Григорьевна (род. ноябрь 1822 — ум. 5 июля 1898).
Брат жены — Цуриков Павел Григорьевич (1812—1878), владелец суконной фабрики в селе Ивановском недалеко от заштатного города Воскресенска (ныне Истра).
В семье М. Е. Попова родилось много детей, однако до совершеннолетия дожили только шестеро:
Ольга Максимовна (1840—1885)
Александр Максимович (1844—1894) был старшим сыном Максима Ефимовича и его правой рукой. Заведовал суконным магазином, располагавшемся в том же доме, что и Лоскутная гостиница. Он же заведовал и самой гостиницей. Жена — Жегина Ольга Тимофеевна (ок. 1850 — ?). Сестра жены — Жегина Наталья Тимофеевна (1860—1938, муж — Шехтель Фёдор Осипович). Дети — Николай (1871—1949), Вера, Александр, Владимир, Михаил, Сергей (1873—1942). Умер Александр Максимович Попов раньше своего отца.
После смерти отца в 1896 году весь капитал перешел к Сергею Максимовичу Попову.
Павел Максимович (1847—1925)
Николай Максимович (1851—1885)
Анна Максимовна (1853—1931), муж — Шуберт. дочь — Анна Михайловна Шуберт (1881—1963)
Сергей Максимович (1862—1934), как истинный русский интеллигент, был человеком высокообразованным и высочайших духовных качеств; он вел дела на фабрике таким образом, что его рабочие и служащие не знали никаких лишений и трудностей (восьмичасовой рабочий день, школа, медицинское обслуживание и даже Народный театр). Сергей Максимович внёс наибольшее пожертвование на строительства здания для Пречистенских рабочих курсов, что помогло завершить строительство. Похоронен в Москве на Ваганьковском кладбище.
Дети — Сергей, Любовь, Павел, Ольга.